# Săcele
Săcele (en húngaro: Négyfalu) es una ciudad de Rumania en el distrito de Brașov.

## Geografía
Se encuentra a una altitud de 655 m s. n. m. a 167 km de la capital, Bucarest.

## Demografía
Según estimación 2012 contaba con una población de 33 333 habitantes.
| 1948 | 1956   | 1966   | 1977   | 1992   | 2002   | 2012   |
| s/d  | 18 365 | 22 809 | 30 551 | 30 226 | 29 915 | 33 333 |